# Emilia Suárez
Emilia Suárez (* 1998 in New York City, USA) ist eine US-amerikanische Schauspielerin in Film, Theater und Fernsehen, Model, Sängerin und Tänzerin.

## Leben und Karriere
Emilia Suárez ist eine bolivisch-amerikanische Schauspielerin, die 1998 in New York City, USA, geboren wurde. Sie stammt aus Florida und absolvierte ihre Ausbildung an der Carnegie Mellon School of Drama. Dort sammelte sie wesentliche Bühnenerfahrung und spielte in Produktionen wie Juliet & her Romeo, Pilgrims, Desdemona’s Child und Truth/Dare.
In der Musical-Comedy-Serie Up Here spielte Emilia Suárez eine Hauptrolle, als Renee, und war auch auf dem dazugehörigen Cast-Album zu hören. Zudem trat sie in A Good Person (2023) auf und war Teil der Produktion Destiny of Desire am Old Globe Theater.
Neben ihrer Schauspielkarriere ist sie als Sängerin aktiv und veröffentlicht eigene Musik, darunter ihr Musikvideo ZOMBIE, Timing und Where We Left Off auf YouTube.
2025 wird sie in der Hauptrolle als Elsa Rivera  in der Serie: Dexter: Wiedererwachen zu sehen sein.

## Filmografie (Auswahl)
- 2019: Todo Aparenta Normal: Vivir Los Colores (Musikvideo)
- 2023: Natsukashii (Kurzfilm)
- 2023: A good Person
- 2023: Emilia Suárez – Timing[5] (Musikvideo)
- 2023: Up Here (Fernsehserie, 8 Folgen)
- 2023: Emilia Suárez – Zombie (Musikvideo)
- 2023: Emilia Suárez – WHERE WE LEFT OFF[6] (Musikvideo)
- seit 2025: Dexter: Wiedererwachen

## Diskografie (Auswahl)
- 2021: Float (Single)
- 2021: lil ghost (Single)
- 2022: Timing (Single)[5]
- 2023: Where we left off (Single)
- 2023: Stuipd blue eyes (Single)
- 2023: ZOMBIE (Single)
- 2023: hrbrst (feat. Emilia Suárez) (Album)
- 2023: Up Here (Original Series Soundtrack) (Album)